# Esdeveniments de pagament per visió de la WWE
La World Wrestling Entertainment realitza un esdeveniment mensual de pagament per visió transmès cada any. Tenen una durada d'entre tres a quatre hores, i s'hi realitzen de sis a dotze enfrontaments especials. Existeixen altres organitzacions de lluita lliure professional que realitzen esdeveniments mensuals de pagament per visió similars, com per exemple la Total Nonstop Action Wrestling i l'empresa ROH.
THAT A== Actuals esdeveniments PPV ==See HOW IT Works A LITTLE BIT M
- you to 'FOR us in Our Search
- 99

1. '99'and The A

'*
| '                                                      | Message 'I ' ' I'M '*I'm this '' | Incorporació |
| ------------------------------------------------------ | -------------------------------- | ------------ |
| Royal Rumble                                           | Gener                            | 1988the      |
| No Way OutQ 'M9QA9aQ11u                                | Febrer9                          | 1998         |
| WrestleMania                                           | Març o abril                     | 1985         |
| Backlash                                               | Abril                            | 1999         |
| Jugdment Day                                           | Maig                             | 1998         |
| One Night Stand                                        | Juny                             | 2005         |
| Night of Champions (conegut abans com a Vengeance)     | Juny                             | 2001         |
| The Bash (conegut abans com a The Great American Bash) | Juliol                           | 2004         |
| SummerSlam                                             | Agost                            | 1988         |
| Breaking Point                                         | Setembre                         | 2009         |
| No Mercy                                               | Octubre                          | 1999         |
| Cyber Sunday (conegut abans com a Taboo Tuesday)       | Octubre o novembre               | 2004         |
| Survivor Series                                        | Novembre                         | 1987         |
| Armageddon                                             | Desembre                         | 1999         |